# 大嵛山岛
26°55′00″N 120°12′15″E / 26.9167705°N 120.2042112°E
大嵛山岛，旧称盂山岛，是中國福建省宁德市福鼎市嵛山镇的主要轄島，直径约5公里，面积22.84平方公里，最高处红纪洞山海拔541.3米，是福瑶列岛的最大岛屿，亦为福鼎市第一大岛。据《大清一统志》记载，大嵛山岛“山高而中坳，形似钵盂，旧名盂山。中有三十六澳，地肥饶，居民稠密。”后人将“盂山”谐音雅化为“嵛山”并沿用至今。2005年，《中国国家地理》杂志将大嵛山岛评选为“中国最美的十大海岛”。

## 历史
嵛山岛自西晋起至明朝先后属于温麻县、长溪县和福宁州。明朝洪武年间，出于倭寇的防务需要，江夏侯周德兴认为大嵛山岛孤悬海中，便将岛上居民悉数迁入福宁州的七都和八都一带（七都在今霞浦牙城镇一带，八都在今福鼎境内），岛一度被荒废，此后大嵛山岛被纳入福宁卫烽火寨管辖。嘉靖年间，俞大猷、戚继光等将领率明军在福建沿海一带抗倭，嘉靖三十八年（1559年），参将黎鹏举在大嵛山岛守卫时击沉一艘倭舟，将残余倭寇追击到三沙火燄山一带并大破之。万历二十年（1592年），明廷在此地设立游军，大嵛山岛成为海上军事要塞。
福鼎建县前，大嵛山岛属福宁州劝儒乡擢秀里。清朝雍正十二年（1734年），福宁州升格为福宁府，原福宁州直辖区改设附郭霞浦县，5年后，自霞浦县分出福鼎县，福瑶列岛的大嵛山岛及以北岛屿归福鼎县管辖，小嵛山岛及以南岛屿归霞浦县管辖。在此期间，有福建的渔民陆续来大嵛山岛开荒捕鱼，使得大嵛山岛人口逐渐增多，但清廷仍不准在岛上进行开发。嘉庆年间，大嵛山岛成为蔡牵起义军的根据地之一。
中华民国时期，大嵛山岛属福鼎县秦屿区管辖。民国14年（1925年），曾参加辛亥革命的福鼎人朱腾芬携眷回乡，致力于开发大嵛山岛，大嵛山岛人口增多，渐得繁荣。民国23年（1934年），中共闽东特委在大嵛山岛组织过海上游击队。民国38年（1949年），随着第二次国共内战的推进，福鼎县城被中国共产党接管，福鼎县长曾文光逃到大嵛山岛，10月8日，嵛山岛岛民配合中国人民解放军接管了大嵛山岛。
中华人民共和国成立后，在大嵛山岛设立嵛山乡，1952年划分为东角、芦竹两乡。1954年，大嵛山岛及其周边岛屿全部划归霞浦县管辖，隶属于霞浦县海岛区（1955年改称三沙区），同年，由于台海两岸对峙，中国人民解放军陆军的一个独立团、空军的一个连登岛驻扎，并持续驻防至1970年。1962年，大嵛山岛复归福鼎县辖，并成立嵛山人民公社，公社驻马祖村。1980年属福鼎县嵛山区，1987年属嵛山乡，1993年属嵛山镇。

## 地理与交通
大嵛山岛以岛中部山呈盂状而得名，中部凹陷的部分形成了一个聚水湖泊，被称作“天湖”，该湖常年不旱，又是淡水湖，成为岛民重要的饮用水来源。1979年，政府在天湖建立了一条拦水坝，使自然湖扩张为天湖水库，面积达0.93平方公里，容量160万立方米。大嵛山岛为亚热带季风气候，夏季高温多雨，冬季温暖湿润，年平均气温17℃，最冷月2月平均气温9℃，最热月8月平均气温23℃。
大嵛山岛距大陆最近点为岛西北部，距福鼎青屿头3.56海里，岛上常年有与大陆联通的往返班船，与福鼎沙埕、桐山、硖门以及霞浦三沙均有船只来往。岛上亦建成了19.8公里的环岛公路。